# Кадамшоева, Гулгунча Кадамшоевна
Гулгунча Кадамшоевна Кадамшоева (тадж. Гулғунча Қадамшоева, 1919, Хорог, Хорогский район, Ферганская область, Туркестанская АССР, РСФСР — 14 декабря 1995, Хорог, ГБАО, Республика Таджикистан) — советский, таджикский государственный и политический деятель, выпускница Ташкентской Высшей партийной школы при ЦК КПСС (1958—1964), второй секретарь Хорогского городского комитета КП Таджикистана (1960—1961), председатель Хорогского городского исполнительного комитета Совета депутатов трудящихся (1961—1969), заместитель председателя Исполнительного комитета Горно-Бадахшанского областного Совета депутатов трудящихся ГБАО (1971—1977), председатель отделения Советского фонда мира в ГБАО (1980—1991).

## Биография
Гулгунча Кадамшоева родилась в 1919 году в Хороге (ныне областной центр Горно-Бадахшанской автономной области (ГБАО) Республики Таджикистан), на Памире, Туркестанская АССР, РСФСР, в семье Кадамшо Додихдоева (1902—1973) — советского военного, государственного деятеля, одного из активных борцов за установление Советской власти на Памире.
Училась в Хорогской школе (1926—1932), затем в Хорогском педагогическом училище АОГБ (1932—1936).
Свою трудовую деятельность начала 1 сентября 1936 года с профессии учителя начальных классов в Хороге (1936—1.10.1937), но в скором времени в связи с арестом отца 25 сентября 1937 года была отстранена от работы в школе, затем с 4 апреля 1938 года вновь была допущена к работе, но в другом качестве — технического секретаря в Хорогском педагогическом техникуме (4.04.1938—1.05.1939).
Делопроизводитель Исполнительного комитета Областного Совета Горно-Бадахшанской автономной области (июнь 1939—март 1950), член ВКП(б)/КПСС (с июля 1949), помощник заместителя председателя Областного исполнительного комитета ГБАО (март 1950—март 1955), помощник председателя Горно-Бадахшанского областного исполнительного комитета (ОИК) ГБАО (март 1955—1957). В марте 1957 году избрана секретарём Исполнительного комитета Горно-Бадахшанского областного Совета депутатов трудящихся ГБАО (1957—ноябрь 1960).
В ноябре 1960 года избрана вторым секретарем Хорогского городского комитета КП Таджикистана (20.11.1960—1961), одновременно учёба в Ташкентской Высшей партийной школе при ЦК КПСС (1958—1964).
Избиралась председателем Хорогского городского исполнительного комитета Совета депутатов трудящихся (28.03.1961—24.03.1969): 

«Многие очевидцы-ветераны труда, знающие её, которым приходилось работать с нею, отмечают ее огромный по степени своего проявления потенциал — умение руководить, организовывать, созидать, при этом проявляя прекрасный характер и высокую человечность. За время пребывания Гулгунчи Кадамшоевны на посту второго секретаря Хорогского горкома партии и, в особенности, председателя Хорогского горисполкома она внесла весомый вклад в улучшение жизненного уровня тружеников центра Горно-Бадахшанской автономной области. При ней был сильно изменен облик г. Хорога, были возведены многие социально-бытовые, культурно образовательные и производственные объекты, в частности — начато и завершено строительство „Микрорайона УПД“ с 2-этажными жилыми домами, средних школ № 2 им. Калинина и № 7 им. Гагарина, а также Ясли-сада № 1, нового здания областного Музыкально-драматического театра им. А. Рудаки, здания Горно-Бадахшанского обкома партии и Хлебозавода».— Гуломахмад Факиров — ветеран, один из организаторов народного образования в ГБАО
Заведующий торговым отделом Исполнительного комитета областного Совета ГБАО (10.04.1969—24.06.1971), зам. председателя Исполнительного комитета Горно-Бадахшанского областного Совета депутатов трудящихся ГБАО (25.06.1971—07.1977).
Персональный пенсионер республиканского значения с 1977 г., ответственный организатор-председатель отделения Советского фонда мира в ГБАО (1980—1991).
За период трудовой деятельности побывала в составе делегации СССР в Польше, Чехословакии, Англии, Франции, Дании, Италии, Германии и ГДР. Также побывала в Турции, Индии, Афганистане, Японии, Арабской Республике Египет и Греции.
Гулгунча Кадамшоева ушла из жизни 14 декабря 1995 года, в возрасте семьдесят шесть лет, покоится в г. Хороге, на Памире, в Горно-Бадахшанской автономной области Республики Таджикистан.

## Общественная деятельность
Избиралась:
- депутатом Хорогского городского Совета депутатов трудящихся (6—10 созывов), и Горно-Бадахшанского областного Совета депутатов трудящихся ГБАО (9—15 созывов (1963—1977))[1][2],
- членом Хорогского горкома партии и членом бюро Хорогского горкома партии (1960)[1],
- членом Горно-Бадахшанского обкома КП Таджикистана (с 1957), делегатом XV и XVI съездов КП Таджикистана и кандидатом в члены ЦК КП Таджикистана (1963—1971)[1][7].
- ответственный организатор-председатель отделения Советского фонда мира в ГБАО (1980—1991)[1][2][7].

## Награды
Награждена:
- медалью «За доблестный труд в Великой Отечественной войне 1941—1945 гг.» (А № 180427 6.06.1945),
- медалью «За трудовое отличие» (Г № 416493 4.02.1953),
- медалью «За трудовую доблесть» (Е № 849442 1965)[8],
- медалью «В ознаменование 100-летия со дня рождения Владимира Ильича Ленина» (6.04.1970),
- медалью «Тридцать лет Победы в Великой Отечественной войне 1941—1945 гг.» (25.04.1975)
- медалью «Сорок лет Победы в Великой Отечественной войне 1941—1945 гг.» (12.04.1985),
- медалью «Ветеран труда»,
- тремя Почётными грамотами Президиума Верховного Совета Таджикской ССР,
- а также другими государственными наградами советского правительства[1][8]

## Семья
- Отец — Додихудоев Кадамшо, тадж. Қадамшо Додихудоев (1902—1973) — советский, таджикский военный, государственный и политический деятель, первый секретарь Бартангского райкома КП(б) Таджикистана (1932—1933), председатель Исполнительного комитета Шугнанского волостного Совета АОГБ (1930—1932), заведующий хозяйственным отделом Областного исполнительного комитета АОГБ (1929—1930), председатель колхоза имени Сталина в Хороге (1939—1946), один из основателей Советской власти на Памире[2][9][10].
- Мать — Бахшова Гулбутта (1907—1984) — работала в колхозе имени Сталина в Хороге[10].

Сёстры:
- Кадамшоева Нодирамо, тадж. Нодирамо Қадамшоева (1922—2019) — работала диктором Хорогского радио и корректором областной газеты «Бадахшони Совети». Муж Назаров Мехрубон Назарович (1922—1993)[11].
- Кадамшоева Гулчехрамо, тадж. Гулчеҳрамо Қадамшоева (1928—2011) — участница Памирского детского ансамбля песни и пляски. Муж Мирсаид Миршакар (Миршакаров) (1912—1993)[12].
- Кадамшоева Хаётбегим, тадж. Ҳаетбегим Қадамшоева (1932—2006) — выпускница Педучилища Хорога (1945—1948), Литературного факультета Сталинабадского Учительского института (1949—1951), Душанбинского госпединститута им. Т. Г. Шевченко (1965), курсы Высшей школы комсомола, Москва (1954), секретарь Горно-Бадахшанского ОК ЛКСМ Таджикистана (1955—1960), начальник ОАГС ОИК ГБАО (1960—1964). Лаборант сектора диалектологии (1965—1969), старший лаборант сектора Памирских языков, затем с 1974-го старший лаборант отдела Памироведения Института языка и литературы им А. Рудаки АН Таджикской ССР (1969—1988), делегат XII съезда ВЛКСМ (Москва, 1954), VIII—XIII съездов ЛКСМ Таджикистана (1949—1958), XII съезда КП Таджикистана (1959), VI съезда молодых женщин Таджикистана (1955), депутат Хорогского городского Совета депутатов трудящихся (5—8 созывов). Награждена юбилейным знаком ЦК ВЛКСМ «70 лет ВЛКСМ» (1988), медалью «Ветеран труда» (1990), Почётной грамоты ЦК ВЛКСМ дважды, Почётной грамоты ЦК ЛКСМ Таджикистана трижды[5][13]. Муж Юсуфбеков Худоер Юсуфбекович (1928—1990)[5][14].

Муж — Шабдолов Камбар (Шоабдолов) тадж. Қамбар Шоабдолов (1913—1951) — советский разведчик-нелегал (псевдоним «Витас»), успешно выполнявший задания Центра по реализации закордонных операций на территории Афганистана по пресечению и нейтрализации подрывных акций с юга государственной границы (Иран и Афганистан) против СССР во время и после Великой Отечественной войны, спецсотрудник Комитета информации при Министерстве иностранных дел СССР (в/ч 15618), незаурядный хозяйственный и государственный деятель, известный гидротехник Вахшского системного управления «Вахшстрой» Наркомзема СССР (1934—1935), автор сложных уникальных проектов каналов орошения земель в высокогорьях, искусный гидротехник; главный инженер-организатор строительства жизненно важных каналов в экономике ГБАО на Памире (1935—1951).
Дети: сын — Шабдолов Чарогабдол Камбарович (1938—2008), дочь — Шабдолова Мамлакат Камбаровна (род. 1949).

### Комментарии
1. ↑  В состав Туркестанской Советской Республики входила территория бывшего Туркестанского генерал-губернаторства (после Февральской революции — Туркестанский край), включавшего Закаспийскую, Самаркандскую, Семиреченскую, Сырдарьинскую и Ферганскую области.
2. ↑  Утверждена первой сессией тринадцатого созыва об избрании Исполнительного комитета Совета депутатов трудящихся ГБАО, депутат от избирательного округа Кухнакурган № 138 Мургабского района Кадамшоева Гулгунча, избрана заместителем председателя Исполкома Совета депутатов трудящихся ГБАО.